# Georges Johin
Georges Édouard Johin (París, 31 de juliol de 1877 – Tessancourt-sur-Aubette, Yvelines, 6 de desembre de 1955) va ser un jugador de croquet francès, que va competir a finals del segle xix i primers de xx. El 1900 va prendre part en els Jocs Olímpics de París, on guanyà dues medalles en la competició de croquet: d'or en la prova de dobles, junt a Gaston Aumoitte, i de plata en individuals a una bola.